# Szent Borbála-fatemplom (Ferencbánya)
A ferencbányai Szent Borbála-fatemplom műemlékké nyilvánított épület Romániában, Kolozs megyében. A romániai műemlékek jegyzékében a  CJ-II-m-B-07781 sorszámon szerepel.